# Iota Coronae Borealis
Iota Coronae Borealis (14 Coronae Borealis) é uma estrela na direção da constelação de Corona Borealis. Possui uma ascensão reta de 16h 01m 26.59s e uma declinação de +29° 51′ 03.9″. Sua magnitude aparente é igual a 4.98. Considerando sua distância de 351 anos-luz em relação à Terra, sua magnitude absoluta é igual a −0.18. Pertence à classe espectral A0p....